# Gregg L. Semenza
Gregg Leonard Semenza (1 de julio de 1956), conocido como Gregg L. Semenza, es un médico estadounidense. Profesor de pediatría, radioterapeuta, bioquímico y oncólogo de la Escuela de Medicina de la Universidad Johns Hopkins. Es el actual director del programa vascular del Institute for Cell Engineering. En el 2016 fue galardonado con el Premio Lasker por Estudios Médicos Básicos. Es reconocido por el descubrimiento de HIF-1, que permite a las células cancerígenas adaptarse a ambientes pobres en oxígeno. Recibió en 2019 el Premio Nobel en Fisiología o Medicina por sus "descubrimientos sobre la sensibilidad y adaptación de las células a la disponibilidad del oxígeno" junto con William Kaelin Jr. y Peter J. Ratcliffe.
Estudió la beta-talasemia mientras realizaba un doctorado en la Universidad de Pensilvania. Terminó sus prácticas de residencia en pediatría en el Centro Médico de la Universidad Duke.
En octubre de 2022 se inicia una investigación sobre información errónea en varias publicaciones.

## Premios
- 2019, Premio Nobel en Fisiología o Medicina[7]
- 2016, Premio Lasker[8]
- 2014, Premio Wiley[9]
- 2012, Elegido al Instituto de Medicina
- 2012, The Scientific Grand Prize of the Lefoulon-Delalande Foundation[10]
- 2012, Premio Stanley J. Korsmeyer, American Society for Clinical Investigation
- 2010, Premio de la Gairdner Foundation International
- 2008, Elegido miembro de la National Academy of Sciences
- 2008, Elegido miembro de la Association of American Physicians[cita requerida]
- 2000, Premio E. Mead Johnson por Investigaciones en Pediatría, Society for Pediatric Research
- 1995, Elegido miembro de la American Society for Clinical Investigation
- 1989, Premio Escolar Lucille P. Markey en Ciencia biomédica, Markey Trust[cita requerida]